# Unserer Lieben Frau vom Rosenkranz (Unterreute)

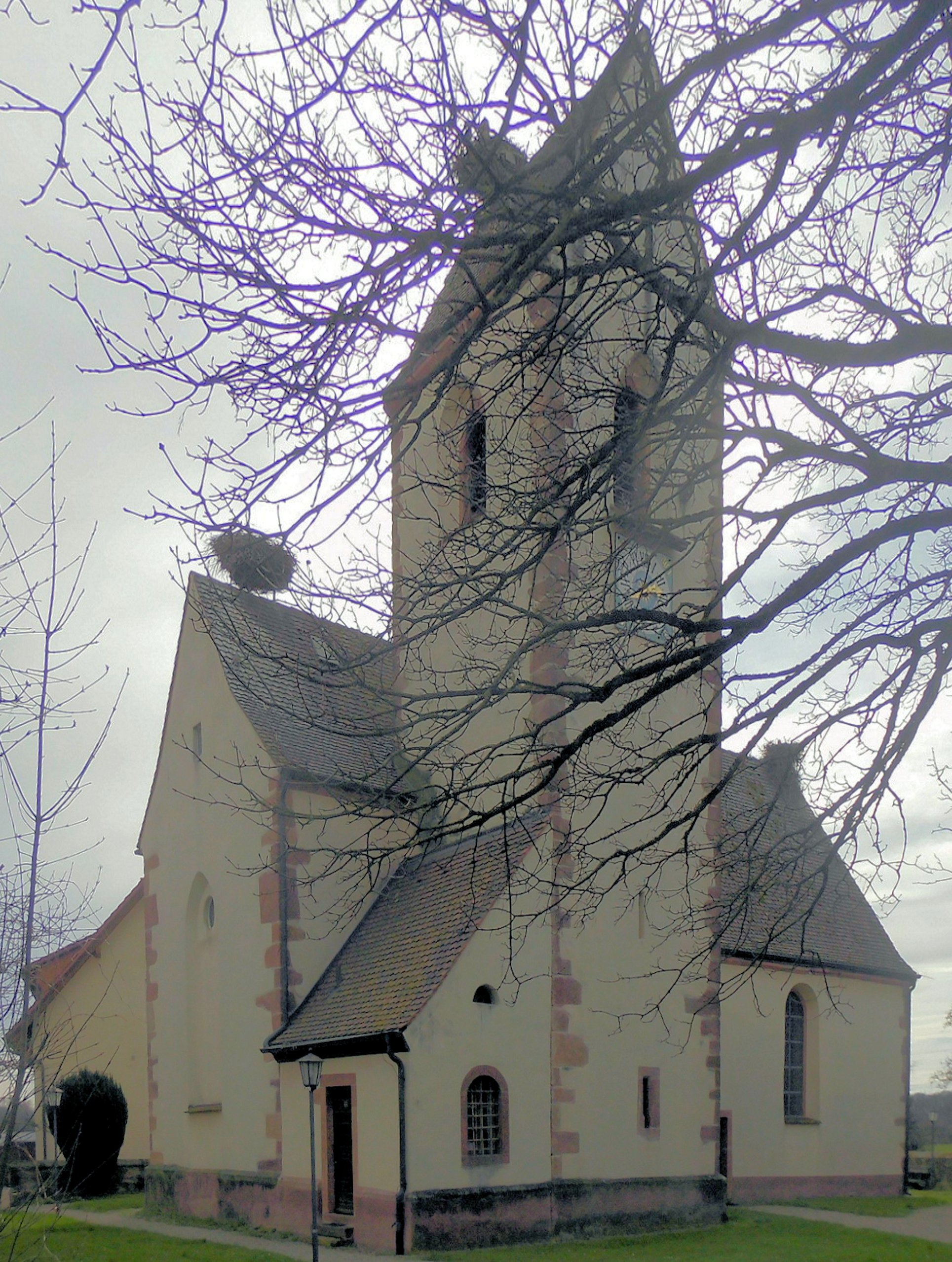
Unserer Lieben Frau vom Rosenkranz in Unterreute

Die römisch-katholische Kirche Unserer Lieben Frau vom Rosenkranz steht in Unterreute, einem Ortsteil der Gemeinde Reute im Landkreis Emmendingen in Baden-Württemberg. Die Pfarrei gehört zum Erzbistum Freiburg. Das Bauwerk ist beim Landesamt für Denkmalpflege Baden-Württemberg als Baudenkmal eingetragen.

## Beschreibung
Die Saalkirche wurde im Kern im 15. Jahrhundert erbaut. Sie wurde um 1750 barockisiert. Sie besteht aus einem Langhaus, einem eingezogenen, gerade geschlossenen Chor im Osten und einem Chorflankenturm an der Nordwand des Chors, in dessen Glockenkammer zwei Kirchenglocken hängen. An der Ostwand des Chorflankenturms wurde 1857 die Sakristei angebaut.
Der Stuck im Innenraum stammt von Franz Anton Vogel. Das Altarretabel mit einer Unbefleckten Empfängnis des Hochaltars wird Johann Michael Winterhalder zugeschrieben, die um 1500 errichtete Statue der heiligen Barbara Hans Wydyz.